# مکائوهای سبز
مکائوهای سبز (نام علمی: Primolius) نام یک سرده از تیره طوطیان است که شامل سه گونه است. این طوطیها ساکن آمریکای جنوبی هستند. این طوطیها سبز با آمیختگی از رنگهای زرد و سرخ و آبی هستند. آنها کمتر از ۵۰ سانتی‌متر اندازه دارند. بسیار کمتر از دیگر ماکائوها.

## گونه‌ها
- مکائو سرآبی،  Primolius couloni
- مکائو بال‌آبی or Illiger's macaw, Primolius maracana
- مکائو طوق‌طلایی،  Primolius auricollis